# Roby Hentges
Robert "Roby" Hentges (nascido em 14 de setembro de 1940) é um ex-ciclista luxemburguês.
Participou nos Jogos Olímpicos de 1960, realizados em Roma, Itália, onde competiu na prova individual do ciclismo de estrada e terminou em décimo quarto.